# Pedro de Rates
San Pedro de Rates fue el primer obispo de Braga entre los años 45 y 60 y considerado fundador del obispado de Tuy, ordenado por el apóstol Santiago, que había venido de Tierra Santa. Murió martirizado al intentar convertir al cristianismo a los pueblos que vivían en el norte de Portugal, de religión romana.

## La ordenación
Se cuenta que Santiago, uno de los apóstoles de Cristo, habría visitado el noroeste de la península ibérica en el año 44 d. C. Una de sus visitas habría sido a la Sierra de Rates, en el actual concejo de Póvoa de Varzim. Durante aquella visita, el apóstol habría ordenado obispo a San Pedro de Rates, haciéndolo el primer obispo de Braga.
Esto es probablemente un mito, ya que está probado que Santiago celebró la Pascua en Jerusalén aquel mismo año.

## La martirización
San Pedro de Rates murió al intentar convertir a creyentes de la religión romana a la fe cristiana. Se cuenta que habría salvado de una enfermedad mortal a una joven princesa pagana y esta se habría convertido al cristianismo y habría hecho voto de castidad. El padre, furioso, manda matar al obispo, y ese habría sido el motivo de su muerte. En las dos versiones, el santo muere decapitado.

## El descubrimiento del cuerpo
Siglos más tarde, San Félix (el ermitaño) —pescador de Villa Mendo, en la freguesia de Estela, también en Póvoa de Varzim, que se había retirado al mayor monte de la Sierra de Rates— habría observado una luz en la oscuridad todas las noches desde del monte. Un día, curioso, intenta saber los motivos y descubre el cuerpo de San Pedro de Rates.
El cuerpo habría dado origen a la Iglesia de San Pedro de Rates y estuvo allí sepultado hasta 1552, año en que fue transferido a Braga.

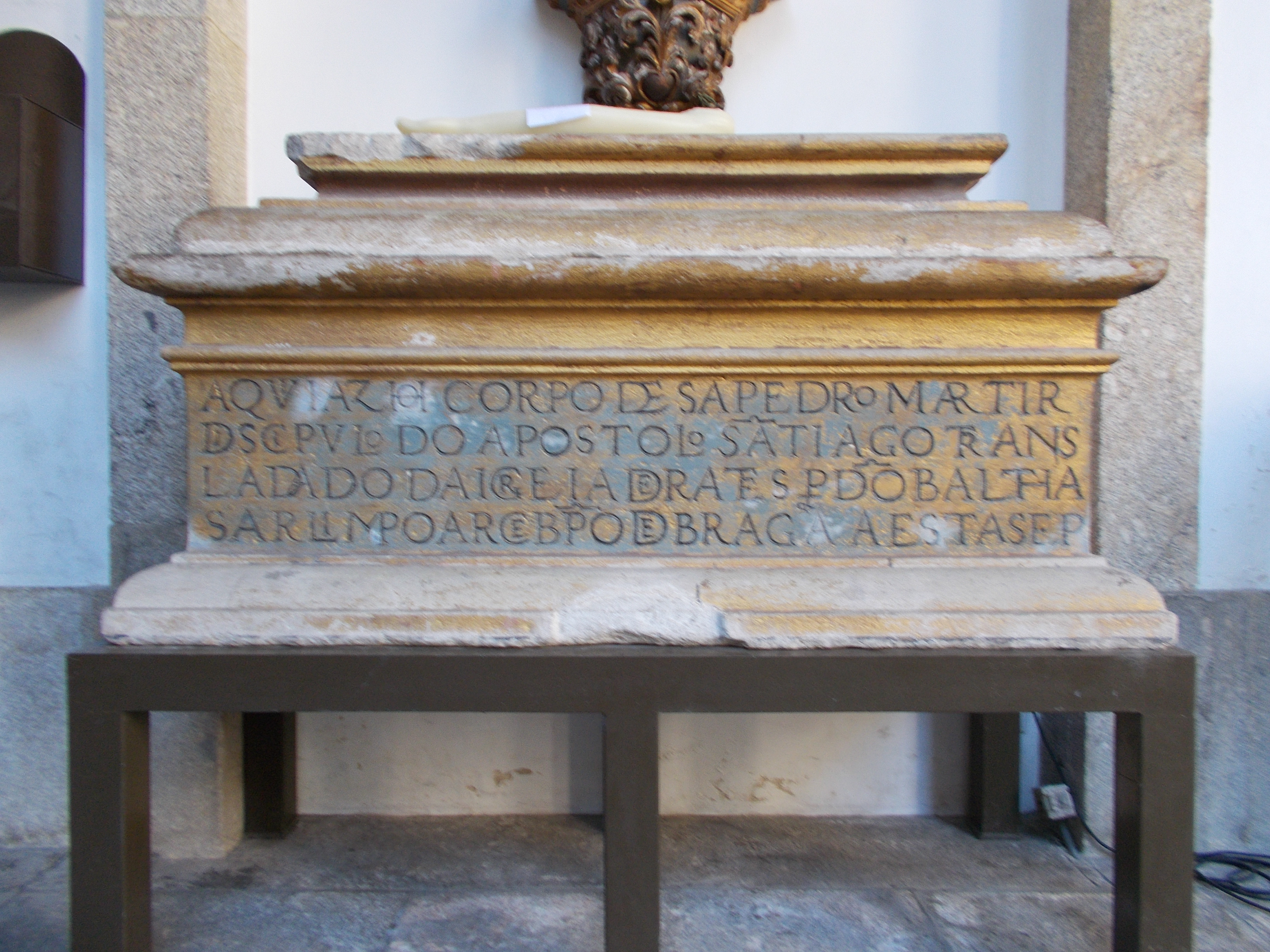
Cuerpo de San Pedro de Rates, Catedral de Braga